# دوبه‌دوی ناسازگار
پیشامد دوبه‌دوی ناسازگار یا پیشامدهای جدا اصطلاحی در نظریهٔ احتمالات است و به پیشامدهایی گفته می‌شود که اشتراکشان تهی باشد، به این معنی که رخ‌دادن هم‌زمان آن‌ها محال باشد.
برای هر دنبالهٔ متناهی یا نامتناهی از پیشامدهای …</math>، احتمال وقوع پیشامد اجماع (احتمال وقوع یکی از این پیشامدها) مطابق رابطهٔ زیر محاسبه می‌شود:
{\displaystyle P(A_{1}\cup A_{2}\cup A_{3}\cup \ldots )=P(A_{1})+P(A_{2})+P(A_{3})+\ldots }
تقابل در فلسفه
تَقابُل، اصطلاحی فلسفی است که به منطق راه یافته‌است. این اصطلاح هم در تصورات (مفاهیم) و هم در تصدیقات (قضایا) است. در تصورات یا مفاهیم، تقابل عبارت است از امتناع اجتماع دو شیء مخالف در موضوع و جهت و زمان واحد. در تصدیقات یا قضایا، هرگاه دو قضیه در کیفیت، یعنی سلب و ایجاب با هم متفاوت باشند، در حالی که موضوع و محمول و لواحق آنها یکی باشد، به آن دو متقابل گفته می‌شود. در اینجا، مفهوم متناظر با اصطلاح پیشامدهای ناسازگار در آمار، همان تقابل در مفاهیم در منطق است.
متغیرهای مقوله‌ای
در روش تحقیق، متغیرها به اقسام مختلفی تقسیم می‌شوند؛ یکی از انواع متغیرها، متغیرهای مقوله‌ای (categorical) هستند که معادل همین پیشامدهای دوبه‌دوی ناسازگار در آمار یا متقابل در منطق قرار می‌گیرند.